# Grundlovsforhør
I Kongeriget Danmark kan politiet tilbageholde en person der er mistænkt for en forbrydelse i op til 24 timer. Inden 24 timer skal personen fremstilles i et grundlovsforhør, hvis politiet ønsker at opretholde tilbageholdelsen. Denne regel er garanteret af Danmarks Riges Grundlov og er til for at beskytte borgerne mod vilkårlige fængslinger. Den blev indført med Danmarks første grundlov (i 1849), og er bevaret stort set uforandret gennem alle senere revisioner af grundloven.
Ved et grundlovsforhør stilles den sigtede for en dommer, som skal tage stilling til politiets ønsker om tilbageholdelse. Grundlovsforhøret kan ende på fire måder:
1. Den sigtede får anholdelsen opretholdt for at give politiet tid til at substantiere sigtelsen. Opretholdelsen kan ske i op til 3x24 timer, hvorefter dommeren skal tage stilling til varetægtsfængsling.
2. Den sigtede kan blive varetægtsfængslet, hvis dommeren mener, der ligger begrundet mistanke for sigtelsen, og hvis visse omstændigheder er opfyldt (paragraf 762 i retsplejeloven). Typisk varetægtsfængsles der for at forhindre den mistænkte i at modarbejde efterforskningen.
3. Den sigtede bliver sat fri, hvis dommeren ikke mener der foreligger begrundet mistanke, eller hvis retsplejelovens bestemmelser ikke tillader varetægtsfængsling i den pågældende situation.
4. Sagen afgøres som en tilståelsessag. En sådan afgørelse kaldes en straksdom.[3]

| Citat                           | Enhver, der anholdes, skal inden 24 timer stilles for en dommer. Hvis den anholdte ikke straks kan sættes på fri fod, skal dommeren ved en af grunde ledsaget kendelse, der afsiges snarest muligt og senest inden tre dage, afgøre, om han skal fængsles, og, hvis han kan løslades mod sikkerhed, bestemme dennes art og størrelse. Denne bestemmelse kan for Grønlands vedkommende fraviges ved lov, forsåvidt dette efter de stedlige forhold må anses for påkrævet. | Citat |
| Grundloven af 1953, §71. Stk 3. | |       |

1. 
2. 
3. 